# Xeranthemum
Xeranthemum is een geslacht uit de composietenfamilie (Asteraceae). De soorten uit het geslacht komen voor in Europa, Noord-Afrika en het westelijke deel van Azië.

## Soorten
- Xeranthemum annuum L.
- Xeranthemum cylindraceum Sm.
- Xeranthemum inapertum (L.) Mill.
- Xeranthemum longepapposum Fisch. & C.A.Mey.